# Gladys Cohen
Pour les articles homonymes, voir Cohen.
Gladys Cohen est une actrice française née le 26 août 1951.

## Biographie
L'actrice Gladys Cohen commence sa carrière au cinéma dans La Vérité si je mens !, film dans lequel elle interprète le rôle de la mère de Dov. Dans les deux suites de ce film, La Vérité si je mens ! 2 et La Vérité si je mens ! 3, elle incarne la mère de Serge. Elle a joué dans quelques autres films un rôle de Mère juive, comme dans Coco. En 2025, elle joue dans le film Ma mère, Dieu et Sylvie Vartan
Elle participe en 2009 à l'émission Vivement Dimanche.
En 2010, 2011 et 2012, elle tourne des publicités pour Candia.
Depuis 2012, elle joue le rôle de Seta Malkavian dans la série Plus belle la vie, diffusée sur France 3.

## Filmographie

### Cinéma

#### Longs métrages
- 1997 : La Vérité si je mens ! de Thomas Gilou : La mère de Dov
- 2001 : La Vérité si je mens ! 2 de Thomas Gilou : Georgette Benamou
- 2002 : Comme un avion de Marie-France Pisier : Bella
- 2002 : Mille millièmes de Rémi Waterhouse : Madame Leroux
- 2009 : Coco de Gad Elmaleh : Evelyne
- 2010 : Comme les cinq doigts de la main d'Alexandre Arcady : Madame Bettan
- 2012 : La Vérité si je mens ! 3 de Thomas Gilou : Georgette Benamou
- 2012 : Paris-Manhattan de Sophie Lellouche : Madame Gozlan
- 2014 : Les Héritiers de Marie-Castille Mention-Schaar : Madame Levy
- 2018 : Neuilly sa mère, sa mère ! de Gabriel Julien-Laferrière : Dounia
- 2019 : La Vérité si je mens ! Les débuts de Michel Munz et Gérard Bitton : Georgette Benamou
- 2020 : Divorce Club de Michaël Youn : mère de Sarah

#### Courts métrages
- 1999 : La Galette de Éric Bitoun
- 2003 : Après le combat de Marc Ponette

### Télévision
- 2010 : Fracture de Alain Tasma : Madame Haddad
- 2012 à 2019, 2021: Plus belle la vie : Seta Malkavian
- 2012 : La smala s'en mêle (épisode Sauvage concurrence) : la gitane
- 2013 : Enquêtes réservées (épisode Morte saison) : Nadia Belkacem
- 2014 : La Déesse aux cent bras de Sylvain Monod : Madame Taïeb
- 2016 : La Stagiaire (épisode Bien d'exception) : Madame Filiponi
- 2019 : Scènes de ménages : Philippine (guest)
- 2020 : Il était une fois à Monaco de Frédéric Forestier : Zohra
- 2022 : La grosse rigolade - 08 décembre 2022 (C8)
- 2025 : Le Nounou, épisode Le Mariage : Tata Rachel

## Théâtre
- 2005 : Le Clan des veuves au Théâtre des Bouffes Parisiens
- 2006 : Un petit pull angora au Théâtre du Temple
- 2011 : Piège à Matignon au Théâtre du Gymnase et Théâtre Daunou
- 2015 : Mes parents sont des enfants comme les autres au Théâtre Saint Georges